# Ruta dels Castells del Vinalopó
La Ruta dels Castells del Vinalopó és un itinerari històric i cultural del País Valencià per algunes de les fortaleses més representatives de la Vall del Vinalopó i l'Alcoià, al País Valencià.
La ruta dona a conèixer una sèrie de castells i fortaleses que protegien les poblacions de les comarques esmentades durant l'edat mitjana, ja que aquestes van ser, en algun moment de la seua història, frontereres de la Corona d'Aragó amb la Corona de Castella.
La ruta compta amb uns 100 quilòmetres de recorregut a través de nou municipis diferents. Se situa en una de les comarques de la País Valencià amb major concentració de castells, que es troben en diverses localitats com Villena, Biar, Banyeres de Mariola, Castalla, Saix, Elda, Petrer, Monòver o Novelda.
El Vinalopó està esquitxat de castells i fortificacions. Són herència del pas dels àrabs per la seua història. La cultura àrab primer, i la cristiana després, van deixar en aquestes terres un patrimoni d'indubtable valor arquitectònic.

## Itinerari
La Ruta dels Castells del Vinalopó té el següent itinerari, el qual pren com a punt de partida Villena i té en compte els nou castells en millor estat:
- Castell de la Talaia, a Villena. (Villena a Biar)
- Castell de Biar, a Biar. (Biar a Banyessis)
- Castell de Banyeres de Mariola, a Banyeres de Mariola. (Banyeres a Castalla)
- Castell de Castalla, a Castalla. (Castalla a Saix)
- Castell de Saix, a Saix. (Saix a Elda)
- Castell d'Elda, a Elda. (Elda a Petrer)
- Castell de Petrer, a Petrer. (Petrer a Novelda)
- Castell de la Mola, a Novelda. (Novelda a Elx)
- Palau d'Altamira, a Elx.

## La ruta pas a pas
Villena:
- El més gran dels castells de la ruta, el castell de la Talaia data del segle xi o segle xii, és de construcció almohade. Controlava l'antiga línia fronterera entre Castella i el Regne d'Aragó, i dominava les valls circumdants. És un edifici clau en importants episodis de la història medieval i al llarg dels enfrontaments bèl·lics de la història. Va ser declarat Monument Històric-Artístic el 1931. Des dels seus merlets es poden albirar les restes del també villener Castell de Salvatierra.[16]

Biar: (Villena-Biar: 9 quilòmetres)
- El castell de Biar s'alça sobre un tossal des del qual domina la localitat de Biar i data del segle xii. Va cobrar importància en l'època de Jaume I, quan queda com a castell fronterer segons el Tracta td'Almizra. En la seua construcció es va utilitzar la volta nervada almohade que, al costat de les del veí castell de la Talaia de Villena, són unes de les més antigues i de les úniques utilitzades en un edifici militar en tota la península ibèrica.[17]

Banyeres de Mariola: (Biar-Banyeres: 16 quilòmetres)
- El castell de Banyeres de Mariola és una fortalesa d'origen almohade construïda al segle xiii que se situa al centre de la localitat homònima a una altura de 830 msnm. Actualment alberga també el Museu Fester de Banyeres de Mariola.[18]

Castalla: (Banyeres-Castalla: 19 quilòmetres)
- El castell de Castalla és una fortalesa d'origen islàmic construïda al segle xi amb reformes posteriors cristianes dels segles XIV a XVI. Està situada sobre un turó que domina la població i el curs del riu Verd. El seu estat de conservació és bo.[19]

Saix: (Castalla-Saix: 21 quilòmetres)
- El castell de Saix s'alça a 524 msnm sobre un escarpat penyal que domina Saix i gran part de la vall del Vinalopó entre Elda i Villena. L'origen de l'actual fortalesa és andalusina, probablement almohade. Formava part de la línia defensiva de fortificacions de la vall del Vinalopó. És de propietat municipal des de 1980 i actualment es troba completament restaurat.[20]

Elda: (Saix-Elda: 9 quilòmetres)
- El castell d'Elda és un alcàsser emplaçat en un petit tossal al costat del riu, construït pels almohades entre els anys 1172 i 1243, i que protegia la comunitat que conformaria l'Elda islàmica. El castell ha estat restaurat parcialment.[21]

Petrer: (Elda-Petrer: 3 quilòmetres)
- El castell de Petrer es troba en una elevació muntanyenca situada a la zona aquest del nucli urbà de Petrer. Des d'ell s'albira tota la Vall del Vinalopó. Originari de finals del segle xii o principis del xiii, és un castell musulmà. És de forma poligonal, està emmerletat i el seu interior està recorregut per un terraplé. A la seua torre de l'homenatge es realitzen exposicions i és Conjunt Històric-Artístic d'Interés Nacional des de 1983.[22]

Novelda: (Petrer-Novelda: 13 quilòmetres)
- El castell de la Mola és d'origen almohade, i va ser construït al segle xii sobre una antiga fortificació romana. S'alça al costat del Santuari de Santa Maria Magdalena, a uns 4 quilòmetres de Novelda. La seua torre és un dels primers exemples d'edifici cívic-militar al País Valencià.[23]

Elx. (Novelda-Elx: 21 quilòmetres)
- El Palau d'Altamira o Alcàsser de la Senyoria està situat a la vora del riu Vinalopó, al centre d'Elx. Va ser construït a la fi del segle XV pel noble Gutierre de Cárdenas. No obstant això, és probable que fora construït sobre una obra anterior del segle xii o xiii, que formaria part de les defenses de la vila emmurallada almohade. Actualment està restaurat i en bon estat de conservació, i alberga el Museu Arqueològic i d'Història d'Elx.[24]

## Galeria d'imatges

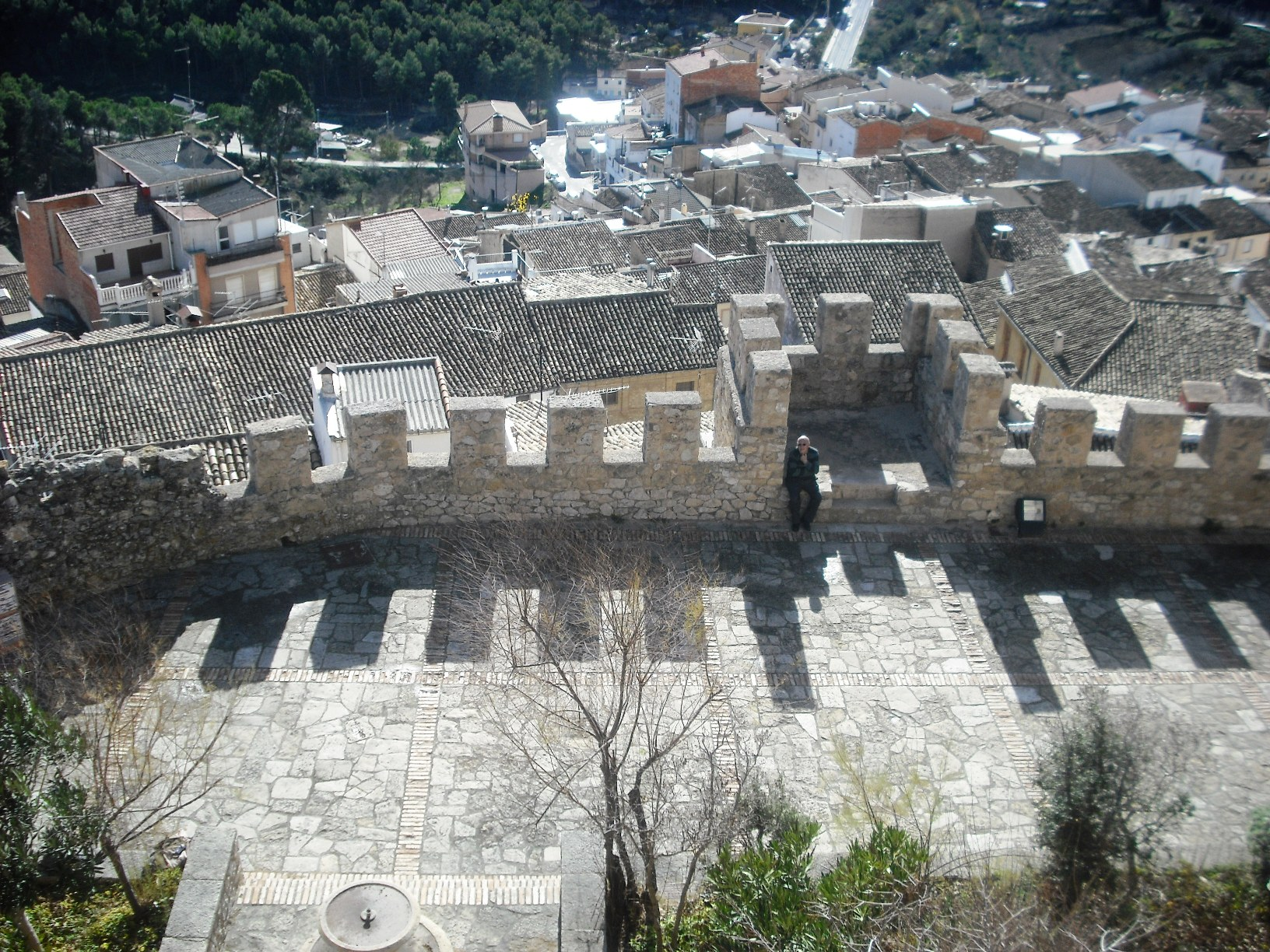
Castell de Banyeres de Mariola.
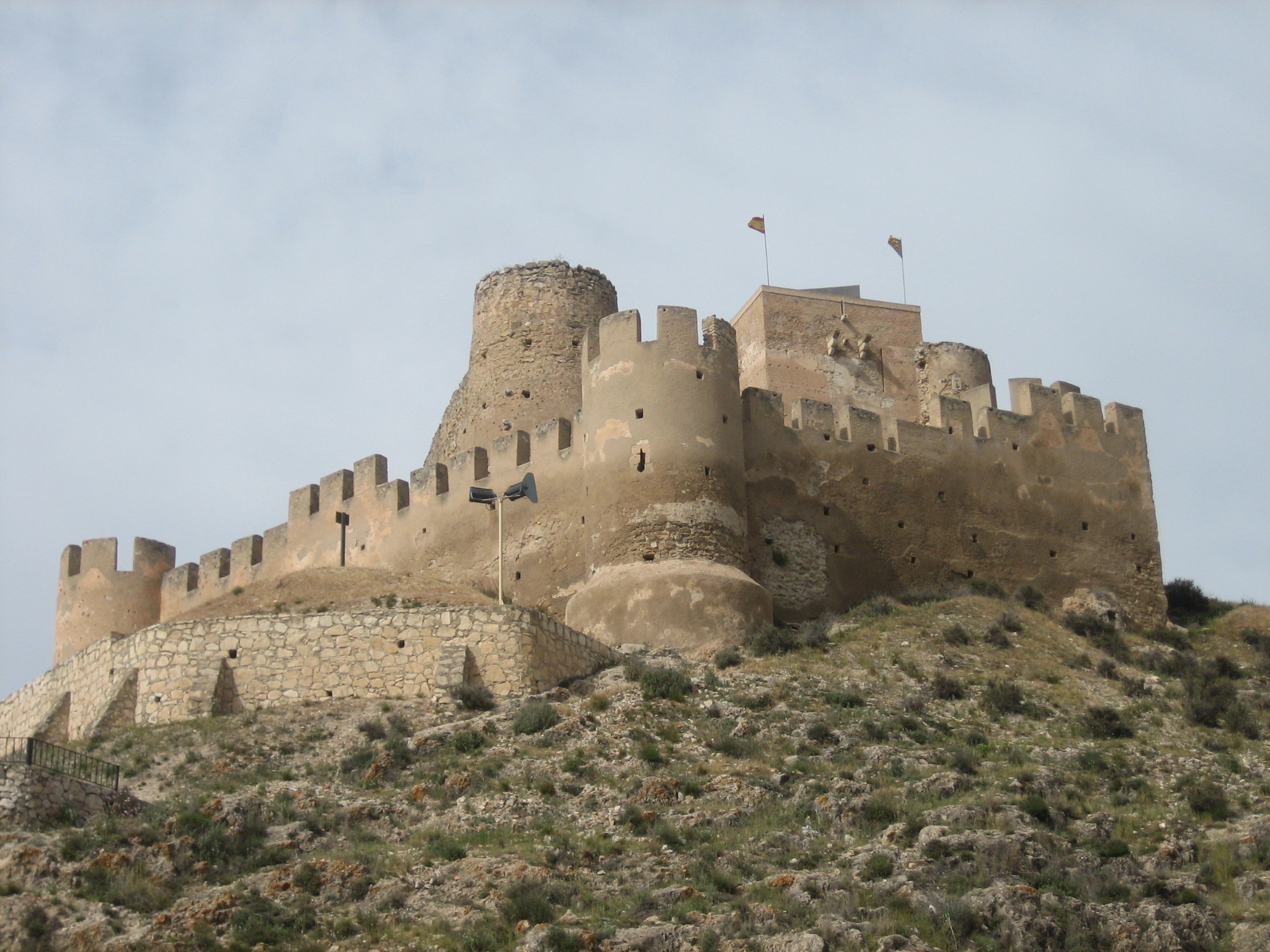
Castell de Biar.
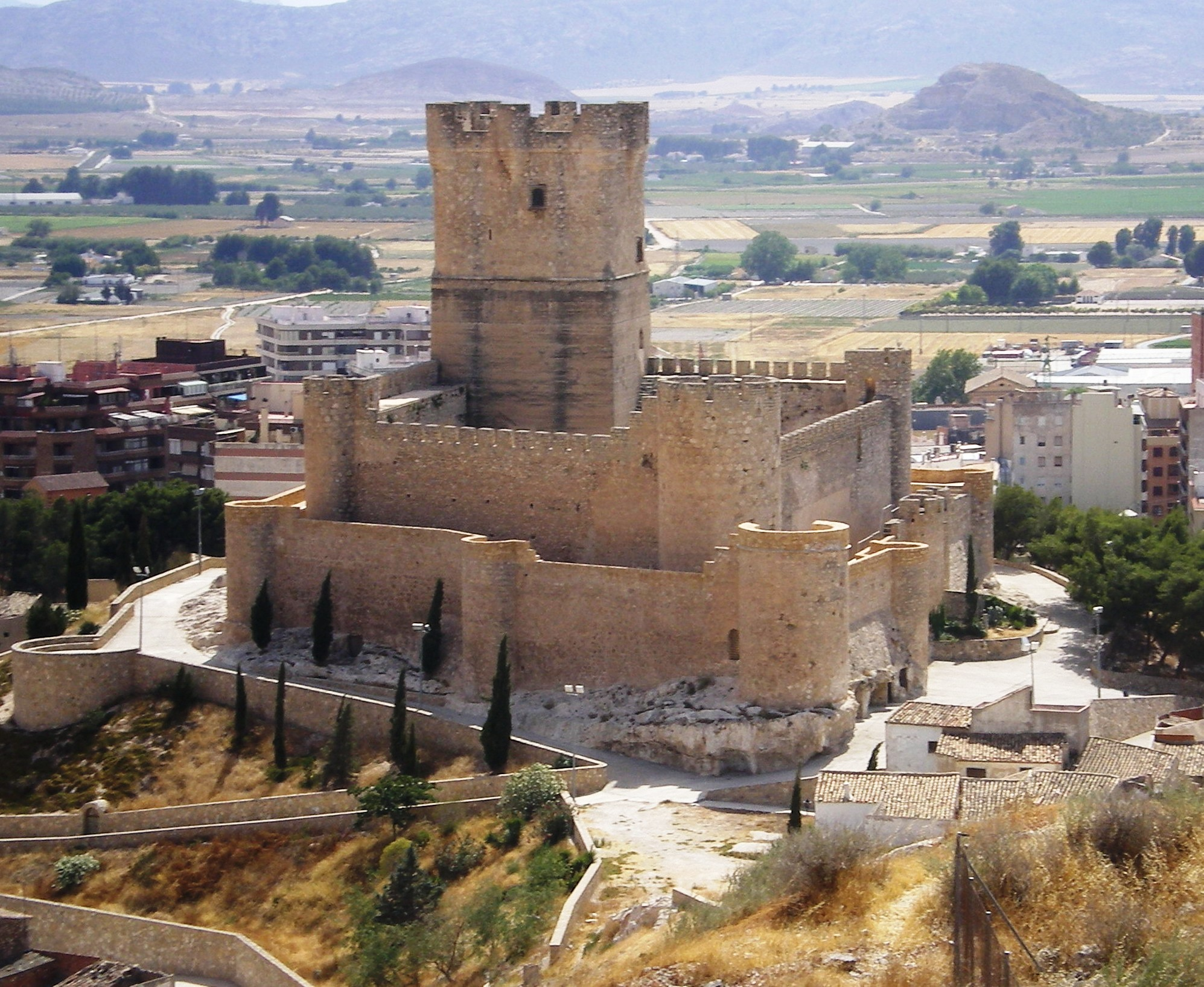
Castell de la Talaia, a Villena.
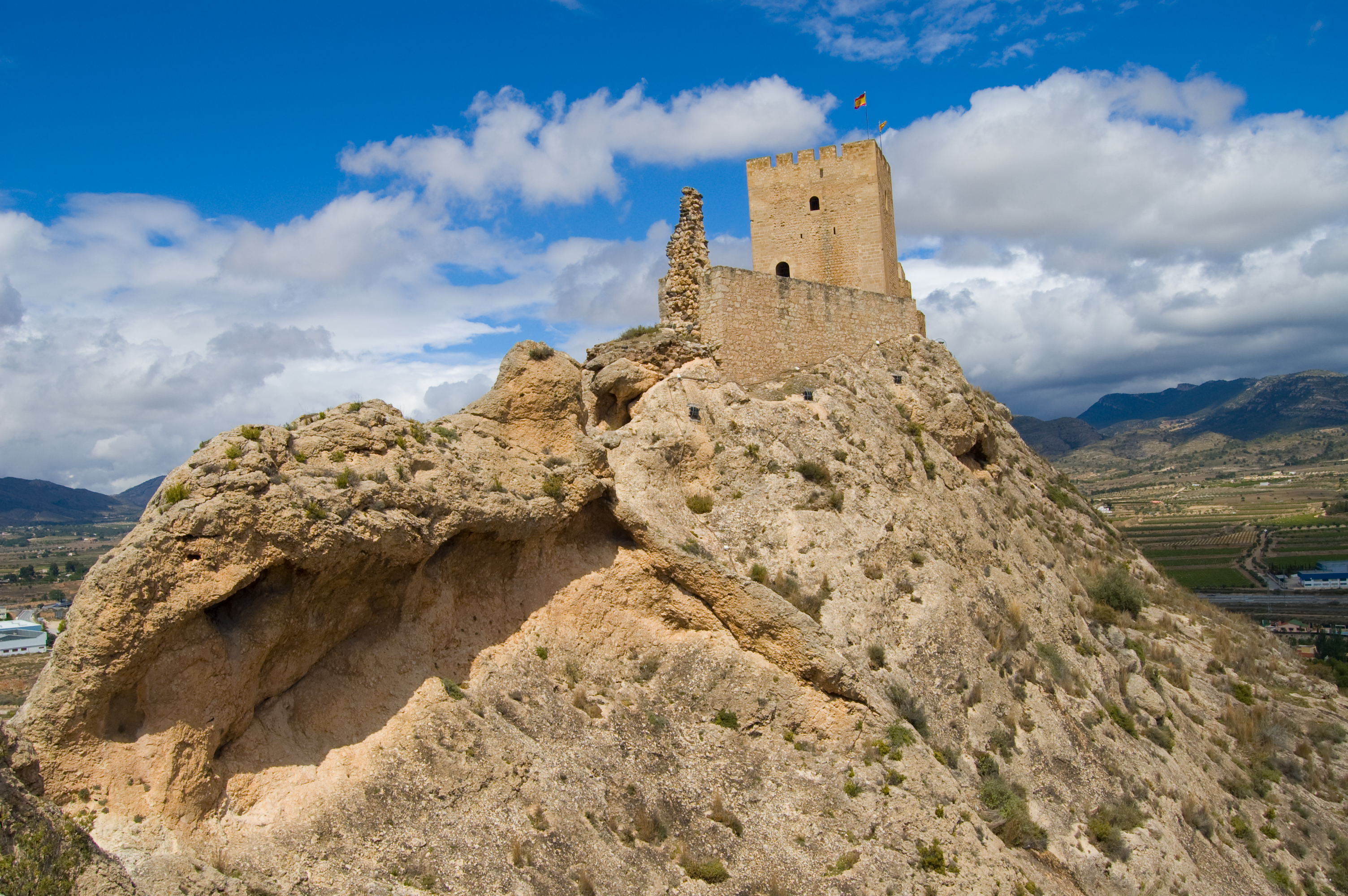
Castell de Saix.
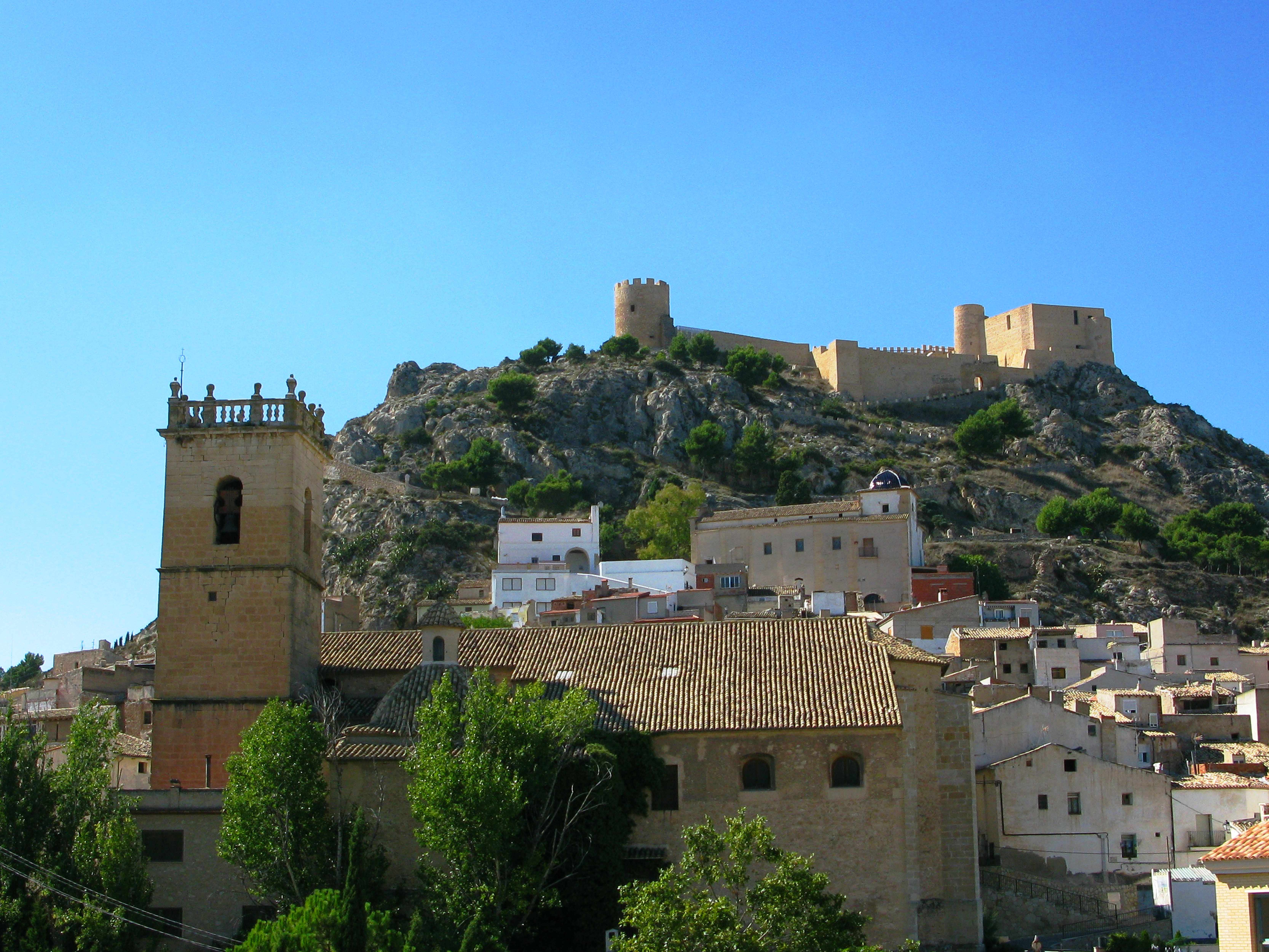
Castell de Castalla.
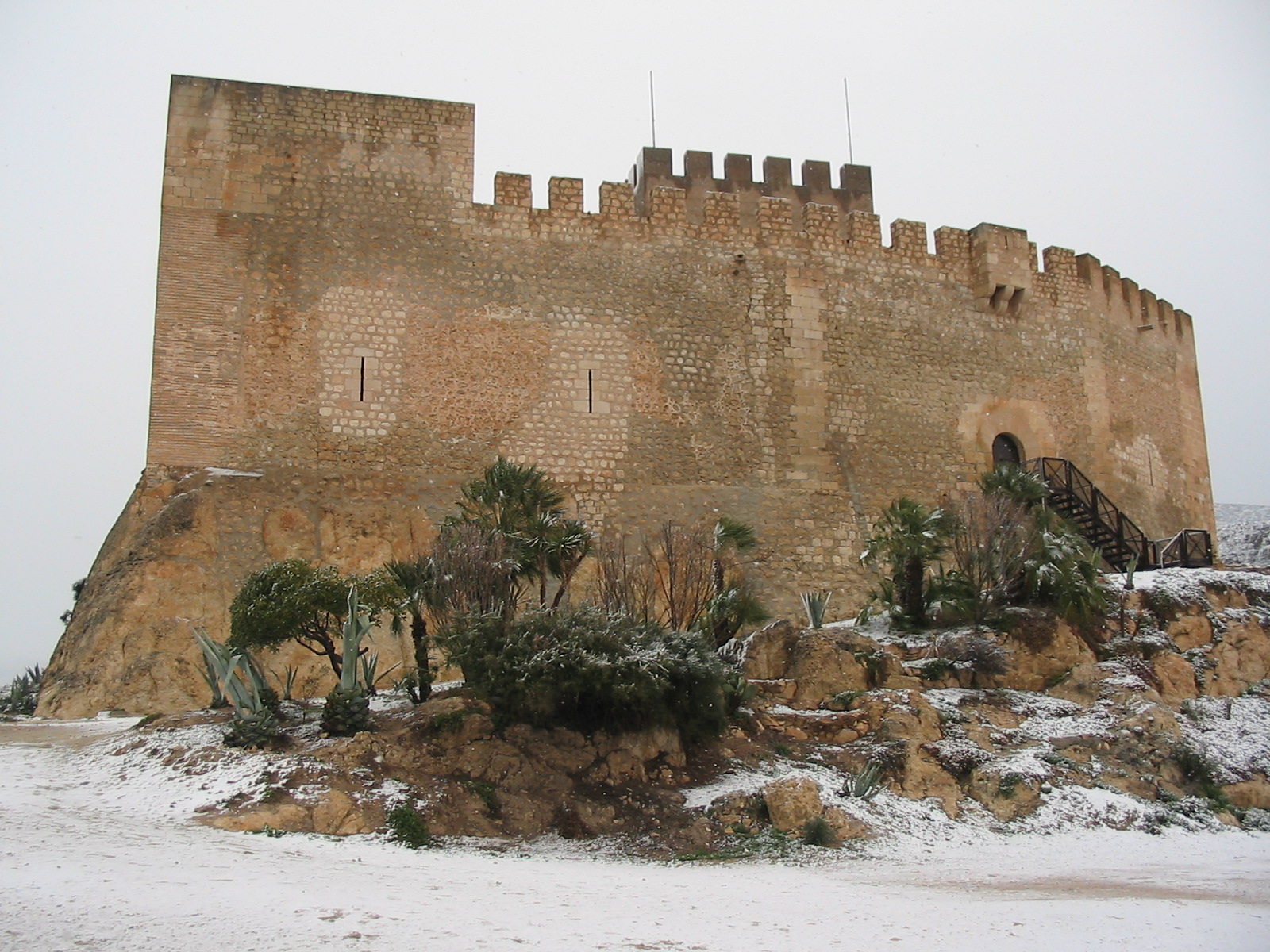
El Castell de Petrer durant la nevada del 28 de gener de 2006.